# Lynn Seymour

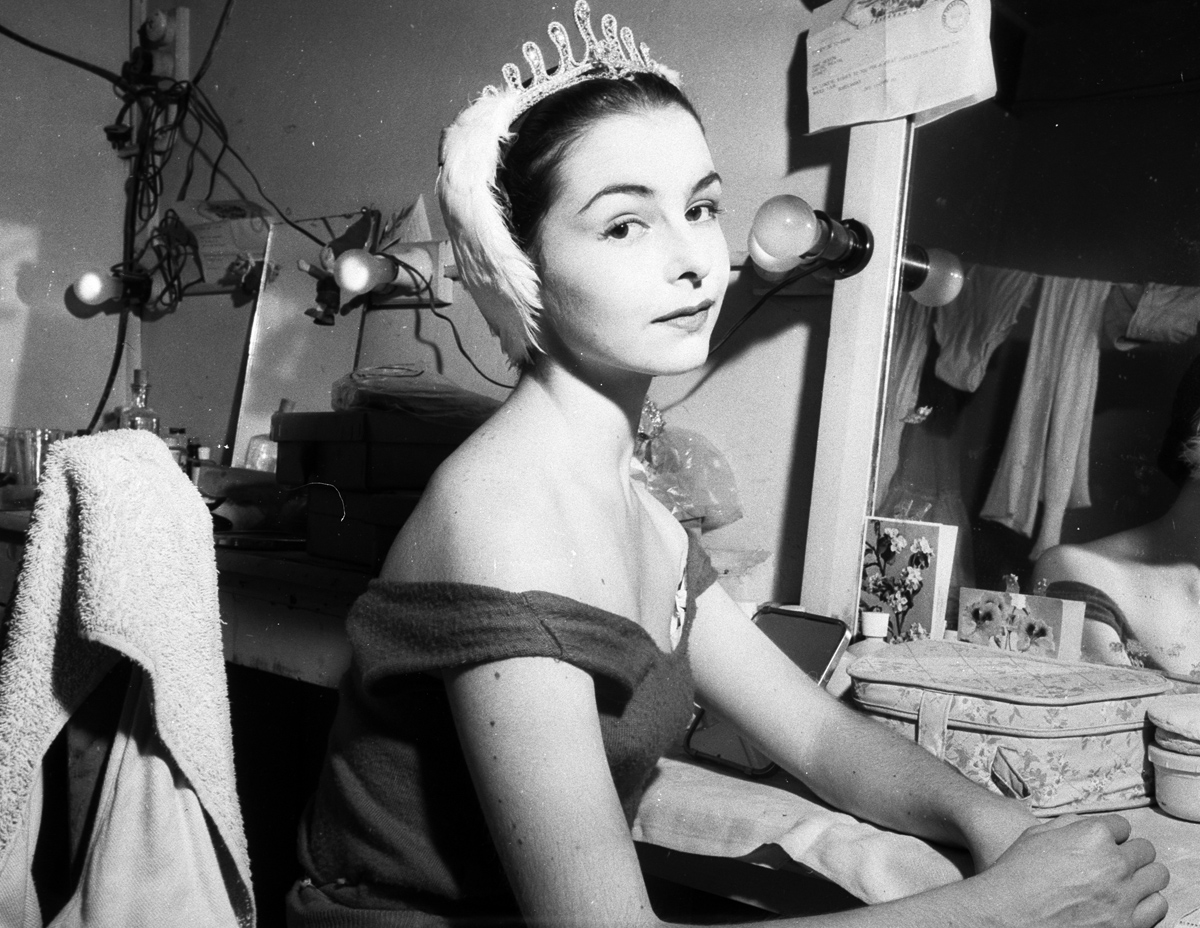
Lynn Seymour am 29. Oktober 1958 im Ankleideraum des Empire Theatre Sydney bei der Vorbereitung für Schwanensee

Lynn Seymour (* 8. März 1939 in Wainwright, Alberta als Berta Lynn Springbett; † 7. März 2023 in London) war eine kanadische Ballerina und Schauspielerin, die vor allem durch ihre Auftritte am Royal Ballet bekannt wurde.

## Leben
Lynn Seymour wurde 1939 als Berta Lynn Springbett in Wainwright, Alberta geboren. Sie nahm Ballettunterricht in Vancouver, ehe sie 1953 mit Unterstützung von Frederick Ashton die Royal Ballet School aufgenommen wurde. Sie war dort in einer Klasse mit den bekannten Ballerinen Antoinette Sibley und Marcia Haydée.
1956 ging Seymour zuerst zum Covent Garden Opera Ballet und ein Jahr später zum Touring Royal Ballet, um 1959 als Solotänzerin beim Royal Ballet aufgenommen zu werden. Ihre erste größere Rolle hatte sie bereits im Jahr zuvor in Kenneth MacMillans The Burrow. Zu ihren späteren Stücken gehörten The Invitation, Le baiser de la fée sowie Les Deux Pigeons, in dem sie zusammen mit ihrem späteren Tanzpartner Christopher Gable auftrat.
Größere Bekanntheit erlangte Seymour 1964 durch die weibliche Hauptrolle in der Uraufführung von MacMillans Version des Shakespeare-Klassikers Romeo und Julia. Von 1966 bis 1969 tanzte Seymour am Berlin Opera Ballet, ebenfalls unter Leitung von MacMillan. Zu ihren dortigen Rollen gehörte die der Anna Anderson in Anastasia im Jahr 1967. Im Laufe ihrer Karriere trat Seymour außerdem als Gast in bekannten Einrichtungen wie dem English National Ballet, dem Alvin Ailey American Dance Theater und dem American Ballet Theatre auf. Zu ihren Tanzpartnern zählte neben Christopher Gable auch der mit ihr befreundete Rudolf Chametowitsch Nurejew, den sie in den 1960er Jahren in London kennenlernte. So traten beide in einer Aufführung von La Bayadère am Royal Ballet auf. 1978 bis 1979 war Seymour als Ballettdirektorin an der Bayerischen Staatsoper tätig.
Seymour beendete ihre Karriere als Tänzerin offiziell 1981, trat danach aber vereinzelt wieder in Gastauftritten in Ballettstücken sowie in kleinen Filmrollen und Fernsehserien auf. 2006 und 2007 war sie die Direktorin des Greek National Ballet in Athen. Sie war dreimal verheiratet und ist Mutter von drei Kindern.

## Filmografie (Auswahl)
- 1985: Der kleine Vampir (The Little Vampire; Fernsehserie, sieben Folgen)
- 1987: Giselle - Dancers (Dancers)
- 1993: Wittgenstein
- 2000: In „bester“ Gesellschaft – Eine Familie zum Abgewöhnen (Relative Values)